# Silke Grabherr
Silke Grabherr, née en 1980 à Hohenems (Autriche), est une médecin légiste autrichienne. Elle est notamment connue pour ses travaux qui ont permis d'élaborer des procédures modernes et innovantes de réalisation d'angiographies post-mortem. Cette technique permet une bonne visualisation des structures vascularisées et apporte de nombreux éléments contributifs que ni l'autopsie classique (dissection), ni l'autopsie virtuelle, ou virtopsie, réalisée sans injection n'auraient pas relevé.

## Biographie
Silke Grabherr naît en 1980 à Hohenems en Autriche. Durant son enfance, elle réside chez ses grands-parents maternels en compagnie de ses deux tantes dont les âges sont proches du sien, son éducation est en grande partie faite par sa grand mère, sa mère étant âgée de 17 ans à sa naissance ,. A l'âge de 18 ans elle devient championne d'Autriche en dressage équin. Silke Grabherr réalise ses études de médecine à l’université d’Innsbruck et y obtient son doctorat de médecine en 2004. En fin de parcours de son cursus universitaire, elle se rend à Berne pour un stage d'un mois à l’Institut de médecine légale de Berne, où elle travaille avec le professeur Richard Dirnhofer (de), considéré comme le père de l'autopsie virtuelle. C’est durant cette période qu’elle développe l’angiographie post-mortem. Elle parcourt ensuite le monde pour enseigner sa technique, ce qui contribuera au succès de sa diffusion mondiale. En 2016, à tout juste 35 ans, elle succède au professeur Patrice Mangin à la direction du Centre universitaire romand de médecine légale (CURML), et par là-même devient la plus jeune professeure ordinaire des cantons de Vaud et de Genève. le 25 mai 2017, elle participe en tant qu'intervenante au Symposium on Forensic Theory and Practice qui a lieu à Shanghai . Elle possède un chien boxer en garde partagée.

## Technique
La technique de l'angiographie post-mortem qu’elle met au point consiste à injecter un produit dans le corps du cadavre pour recréer les vaisseaux sanguins et les faire apparaître à l'écran du scanner. Cela permet de voir apparaître les possibles blessures et lésions ou les hémorragies et de déterminer la cause du décès. Cette technique est utilisée dans le domaine de la justice pour déterminer les causes précises des décès. Elle permet donc une confrontation aux allégations des témoins en vue d’en évaluer la crédibilité. Cette technique présente deux avantages majeurs en comparaison à une autopsie standard : elle permet d'avoir des images claires du système vasculaire et de faire apparaître les contrastes entre les tissus mous.

## Publications
- La mort n'est que le début… de l'enquête du médecin légiste, FAVRE, 2020, 160 p. (ISBN 978-2-8289-1640-4).